# Новая Деревня (Чечерский район)
Новая Деревня  (бел. Новая Вёска) (до 1924 года Подевменье) — посёлок в Полесском сельсовете Чечерском районе Гомельской области Беларуси.

## География

### Расположение
В 37 км на северо-восток от Чечерска, 72 км от железнодорожной станции Буда-Кошелёвская (на линии Гомель — Жлобин), 101 км от Гомеля, 1 км от границы с Россией.

### Гидрография
На реке Колпита (приток реки Беседь).

## Транспортная сеть
Транспортные связи по просёлочной, затем автомобильной дороге Полесье — Чечерск. Планировка состоит из короткой, почти с широтной ориентацией улицы, застроенной деревянными усадьбами.

## История
Основан в начале 1920-х годов переселенцами из соседних деревень на бывших помещичьих землях. В 1926 году работал почтовый пункт, в Полесском сельсовете Чечерского района Гомельского округа. В 1931 году организован колхоз. Во время Великой Отечественной войны оккупанты в августе 1942 года сожгли посёлок. 6 жителей погибли на фронтах. Согласно переписи 1959 года в составе колхоза «Коммунар» (центр — деревня Полесье).

## Население

### Численность
- 2004 год — 6 хозяйств, 10 жителей.

### Динамика
- 1926 год — 11 дворов, 68 жителей.
- 1940 год — 17 дворов 68 жителей.
- 1959 год — 98 жителей (согласно переписи).
- 2004 год — 6 хозяйств, 10 жителей.